# ディリクレ積分
ディリクレ積分（ディリクレせきぶん、英: Dirichlet integral）とは、広義積分
{\displaystyle \int _{0}^{\infty }{\frac {\sin x}{x}}\,dx}
のことである。これは π/2 に収束することが知られている。これは絶対収束ではなく、ルベーグ積分では可積分でない。ディリクレ積分の名は数学者ペーター・グスタフ・ディリクレから取られている。
この項では、この事実を複素積分に立脚して証明する。

## 証明

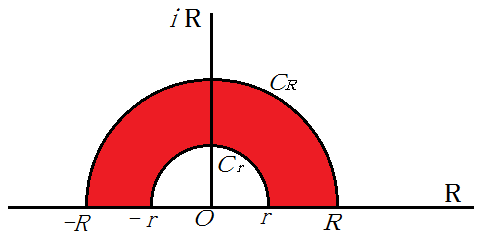
ディリクレ積分

f(z) = eiz/z の積分を考える。0 < r < R をとり、図のように経路 Cr, CR を定める（赤領域を左に見るように進む向きを正とする）。f は赤領域で正則であるから、コーシーの積分定理により
{\displaystyle \int _{C_{R}}{\frac {e^{iz}}{z}}\,dz+\int _{-R}^{-r}{\frac {e^{ix}}{x}}\,dx+\int _{C_{r}}{\frac {e^{iz}}{z}}\,dz+\int _{r}^{R}{\frac {e^{ix}}{x}}\,dx=0\qquad \cdots (1)}
となる。
まず、左辺第2項と第4項はオイラーの公式により
{\displaystyle {\begin{aligned}\int _{-R}^{-r}{\dfrac {e^{ix}}{x}}dx+\int _{r}^{R}{\dfrac {e^{ix}}{x}}dx&=-\int _{r}^{R}{\dfrac {e^{-ix}}{x}}dx+\int _{r}^{R}{\dfrac {e^{ix}}{x}}dx\\&=2i\int _{r}^{R}{\dfrac {\sin x}{x}}dx.\ \ \cdots (2)\end{aligned}}}
次に{\displaystyle C_{R}}についての周回積分は{\displaystyle R\rightarrow \infty }でゼロとなることを示す。(ジョルダンの補題)
置換 {\displaystyle z=Re^{it}} により、
{\displaystyle {\begin{aligned}\left|\int _{C_{R}}f(z)\,dz\right|&=\left|\int _{0}^{\pi }f(Re^{it})iRe^{it}dt\right|\\&\leq \int _{0}^{\pi }|f(Re^{it})|R\,dt=\int _{0}^{\pi }e^{-R\sin t}dt=2\int _{0}^{\frac {\pi }{2}}e^{-R\sin t}dt\\&\leq 2\int _{0}^{\frac {\pi }{2}}e^{-2Rt/\pi }dt\quad \left(\because \ \ t\in \left[0,{\dfrac {\pi }{2}}\right]\ \Longrightarrow \ {\dfrac {2}{\pi }}t\leq \sin t\right)\\&={\frac {\pi }{R}}(1-e^{-R})\to 0\quad (R\to \infty ).\ \ \cdots (3)\end{aligned}}}
また、{\displaystyle C_{r}}についての周回積分は{\displaystyle r\to 0}で{\displaystyle -i\pi }となることを示す。（留数定理）
{\displaystyle z\neq 0} のとき、指数関数 {\displaystyle e^{z}} の定義により、
{\displaystyle {\frac {e^{iz}}{z}}={\frac {1}{z}}\sum _{n=0}^{\infty }{\frac {(iz)^{n}}{n!}}={\frac {1}{z}}+\sum _{n=1}^{\infty }{\dfrac {i^{n}}{n!}}z^{n-1}.}
{\displaystyle g(z):=\sum _{n=1}^{\infty }{\frac {i^{n}}{n!}}z^{n-1}} とおくと、
{\displaystyle \int _{C_{r}}{\dfrac {e^{iz}}{z}}dz=\int _{C_{r}}{\dfrac {1}{z}}dz+\int _{C_{r}}g(z)dz.}
ここで、置換 {\displaystyle z=re^{it}} により、
{\displaystyle \int _{C_{r}}{\dfrac {1}{z}}dz=\int _{\pi }^{0}{\dfrac {1}{re^{it}}}ire^{it}dt=i\int _{\pi }^{0}dt=-i\pi .}
次に、 {\displaystyle \int _{C_{r}}g(z)dz\to 0\ \ (r\to 0)} を示そう。g は整関数、とくにコンパクト集合 {\displaystyle K:=\{z\ ;\ |z|\leq 1\}} で連続だから、ワイエルシュトラスの最大値定理を使うと、
{\displaystyle {}^{\exists }M>0,\ {}^{\forall }z\in K\ ;\ |g(z)|\leq M.}
{\displaystyle r} を十分小さくとれば、経路 {\displaystyle C_{r}} （の像）は K に含まれるから、
{\displaystyle \left|\int _{C_{r}}g(z)dz\right|\leq \int _{C_{r}}|g(z)||dz|\leq M\int _{C_{r}}|dz|=M\pi r\to 0\ \ (r\to 0).\ \ \cdots (4)}
以上より、(1) において {\displaystyle r\to 0,\ R\to \infty } とすれば、(2)～(4)より
{\displaystyle 0+2i\int _{0}^{\infty }{\dfrac {\sin x}{x}}dx-i\pi =0}
すなわち
{\displaystyle \int _{0}^{\infty }{\dfrac {\sin x}{x}}dx={\dfrac {\pi }{2}}}
が従う。